# Ludwig Danioth

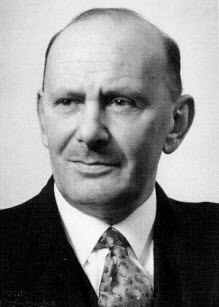
Ludwig Danioth

Ludwig Danioth (* 11. März 1902 in Schattdorf; † 9. Juni 1996 in Andermatt, heimatberechtigt in Andermatt) war ein Schweizer Politiker (KVP, heute Die Mitte).

## Biografie
Ludwig war das jüngste von vier Kindern und war Halbwaise, weil sein Vater schon vor seiner Geburt an einer Blinddarmentzündung verstorben war. Nachdem ein Hochwasser des Schächenbachs den Landwirtschaftsbetrieb der Familie überflutet hatte, gab die Mutter den Betrieb langsam auf und übersiedelte mit der Familie ab 1910 in ihre Heimatgemeinde Andermatt zu ihren Geschwistern – zuerst nur während des Sommers, dann für immer. Dadurch konnte Ludwig das Realgymnasium in Altdorf nicht mehr besuchen und beendete seine Schulzeit in der Sekundarschule. Später bedauerte Danioth manchmal, keine höhere Schulbildung genossen zu haben.
Danioth war zuerst mit Lina Christen verheiratet, die 1935 verstarb, danach mit Paula Helg, welche ihn überlebte. Er gründete eine grosse Familie und baute einen eigenen Landwirtschaftsbetrieb auf.

## Politische Laufbahn
Die politische Laufbahn begann er mit 22 Jahren als Schulpfleger in Andermatt. 1931 wurde Danioth in den Gemeinderat gewählt, wo er 1936 zum Gemeindepräsidenten avancierte. Von 1941 bis 1944 war Danioth Verwalter der Finanzen der Korporation Urseren, der Körperschaft des öffentlichen Rechtes, der alle Bürger des Urserentals angehören.

### Widerstand gegen Stauseeprojekt
Danioth führte in der Korporation den Widerstand gegen das Urserenkraftwerk an, dessen Stausee das ganze Urserental unter Wasser gesetzt hätte. Er war Vizepräsident und Sekretär des Antistauseekomitees und vertrat ab 1939 die Interessen Urserens im Urner Landrat, bis er 1944 in den Regierungsrat gewählt wurde.
Am 19. Februar 1946 wurde Karl J. Fetz, Ingenieur des Studiensyndikates für die Urseren-Kraftwerke, von Aktionisten aus der aufgebrachten lokalen Bevölkerung handgreiflich aus dem Urserental verjagt und das Büro des Architekten Fred Ramseyer, der die Umsiedlung Andermatts plante, zerstört. Danioth wurde zusammen mit Pius Regli, Gemeindepräsident von Andermatt, von den Geschädigten Fetz und Ramseyer wegen Anstiftung zum Landfriedensbruch und zum Aktendiebstahl angeklagt. Umgekehrt klagten Danioth und Regli die Kläger Fetz und Ramseyer ein und bezichtigten sie der bewusst falschen Anschuldigung und Irreführung der Rechtspflege. Beide Urteile gelangten bis vor das Bundesgericht, wo beide Urteile der Vorinstanz wegen fehlender Beweise aufgehoben wurden. Der Widerstand gegen das Kraftwerk war erfolgreich, denn das Kraftwerksprojekt wurde 1951 begraben. Die Bevölkerung bedankte sich bei Danioth für den Einsatz, indem sie ihn 1969 zum Ehrentalammann (Ehrenpräsident) der Korporation Urseren erhob.

### Politiker auf kantonaler und nationaler Ebene
Danioth wurde ohne grosse Wahlpropaganda in den Regierungsrat des Kantons Uri gewählt, wo er vier Jahre lang Vorsteher der Armen- und Fürsorgedirektion war und danach zum Finanzdepartement wechselte, wo er bis zu seinem Austritt aus der Regierung im Jahre 1968 verblieb. In seiner Amtszeit war Danioth während vier zweijähriger Perioden Landammann (Vorsitzender der Kantonsregierung).
Auf nationaler Ebene vertrat Danioth den Kanton Uri von 1947 bis 1971 im Ständerat, wo er sich für die Interessen der Bergbevölkerung einsetzte und zeitweise der Finanzkommission beider Räte vorsass. Danioth war 1964 Präsident des Ständerates.

### Furka-Oberalp-Bahn
1948 wurde Ludwig Danioth in den Verwaltungsrat der Furka-Oberalp-Bahn gewählt und 1967 vom Bundesrat zu dessen Präsidenten ernannt. Während dieser Zeit wurde der Bau der Furka-Basistunnel politisch vorbereitet. 1972 trat Danioth als Präsident zurück und legte damit sein letztes öffentliches Amt nieder. Für seinen Einsatz bei der Bahn errichtete diese beim Bahnhof Andermatt eine Gedenktafel, die zu seinem 100. Geburtstag im Jahre 2002 enthüllt wurde.